# Melaloncha acoma
Melaloncha acoma är en tvåvingeart som beskrevs av Brown och Giar-Ann Kung 2006. Melaloncha acoma ingår i släktet Melaloncha och familjen puckelflugor.
Artens utbredningsområde är Costa Rica. Inga underarter finns listade i Catalogue of Life.

## Bildgalleri

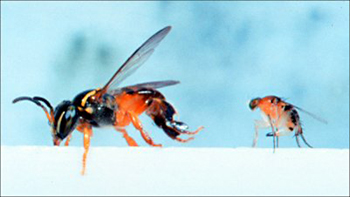